# Circuito de Baloncesto de la Costa del Pacífico 2020
La Temporada 2020 del CIBACOPA fue la vigésima edición del Circuito de Baloncesto de la Costa del Pacífico. El torneo comenzó el 12 de marzo de 2020 con 9 equipos de los estados de Baja California, Baja California Sur, Jalisco, Sinaloa y Sonora. 

## Equipos
| Circuito de Baloncesto de la Costa del Pacífico 2020 |           |                    |                             |                                        |           |
| Equipo                                               | Fundación | Entrenador         | Ciudad                      | Pabellón                               | Capacidad |
| Caballeros de Culiacán                               | 2000      | Andrés Contreras   | Culiacán, Sinaloa           | Polideportivo Juan S Millán            | 2,000     |
| Gigantes de Jalisco                                  | 2018      | Óscar Castellanos  | Guadalajara, Jalisco        | Domo del Code                          | 3,400     |
| Halcones de Ciudad Obregón                           | 2016      | Martin Knezevic    | Ciudad Obregón, Sonora      | Gimnasio "Manuel Lira García"          | 3,000     |
| Mantarrayas de La Paz                                | 2019      | Federico Camiña    | La Paz, Baja California Sur | Arena La Paz                           | 1,700     |
| Ostioneros de Guaymas                                | 2009      | Todd Omar Triplett | Guaymas, Sonora             | Gimnasio Municipal de Guaymas          | 1,200     |
| Pioneros de Los Mochis                               | 2001      | Samir St Clair II  | Los Mochis, Sinaloa         | Centro de Usos Múltiples de Los Mochis | 5,830     |
| Rayos de Hermosillo                                  | 2008      | Steven Walton      | Hermosillo, Sonora          | Arena Sonora                           | 3,500     |
| Tijuana Zonkeys                                      | 2010      | Henry Bibby        | Tijuana, Baja California    | Auditorio Fausto Gutiérrez Moreno      | 4,888     |
| Venados de Mazatlán                                  | 2015      | James Penny        | Mazatlán, Sinaloa           | Centro de Usos Múltiples de Mazatlán   | 8,000     |

### Ubicación geográfica de los equipos
- Datos: Q97180006